# Ceaikivske, Bârzula
Ceaikivske (în ucraineană Чайківське) este un sat în comuna Liubașivka din raionul Bârzula, regiunea Odesa, Ucraina.

## Demografie
Componența lingvistică a localității Ceaikivske
     Ucraineană (93,75%)
     Română (6,25%)
Conform recensământului din 2001, majoritatea populației localității Ceaikivske era vorbitoare de ucraineană (93,75%), existând în minoritate și vorbitori de română (6,25%).